# Nobuhiko Takada
Nobuhiko Takada (髙田延彦, Takada Nobuhiko) (né le 12 avril 1962 à Yokohama), est un catcheur (lutteur professionnel), un promoteur de catch ainsi qu'un pratiquant et promoteur d'arts martiaux mixtes japonais.
D'abord catcheur à la New Japan Pro Wrestling de 1984, il rejoint l'Universal Wrestling Federation (UWF) quand Akira Maeda créé cette fédération. Il retourne à la New Japan Pro Wrestling en 1985 après la fermeture de l'UWF. Il y remporte le championnat des poids lourd légers International Wrestling Grand Prix (IWGP) ainsi que le championnat par équipes IWGP avec Akira Maeda.
Il quitte à nouveau la New Japan Pro Wrestling en 1988 pour retourner à l'UWF que Maea tente de relancer. En 1990, l'UWF ferme et Takada décide de créer sa propre fédération de catch : l'Union of Wrestling Forces International (en) (UWF-I). L'UWF-I a un partenariat avec la NJPW ce qui permet à Takada d'être champion poids lourd IWGP. 
En 1997, il est un des cofondateurs de la Pride Fighting Championships en plus d'être un des combattants de cette fédération d'arts martiaux mixtes. 

## Jeunesse
Takada est un fan de catch et particulièrement d'Antonio Inoki. Il envisage de devenir joueur de baseball avant de devenir catcheur.

## Carrière de catcheur

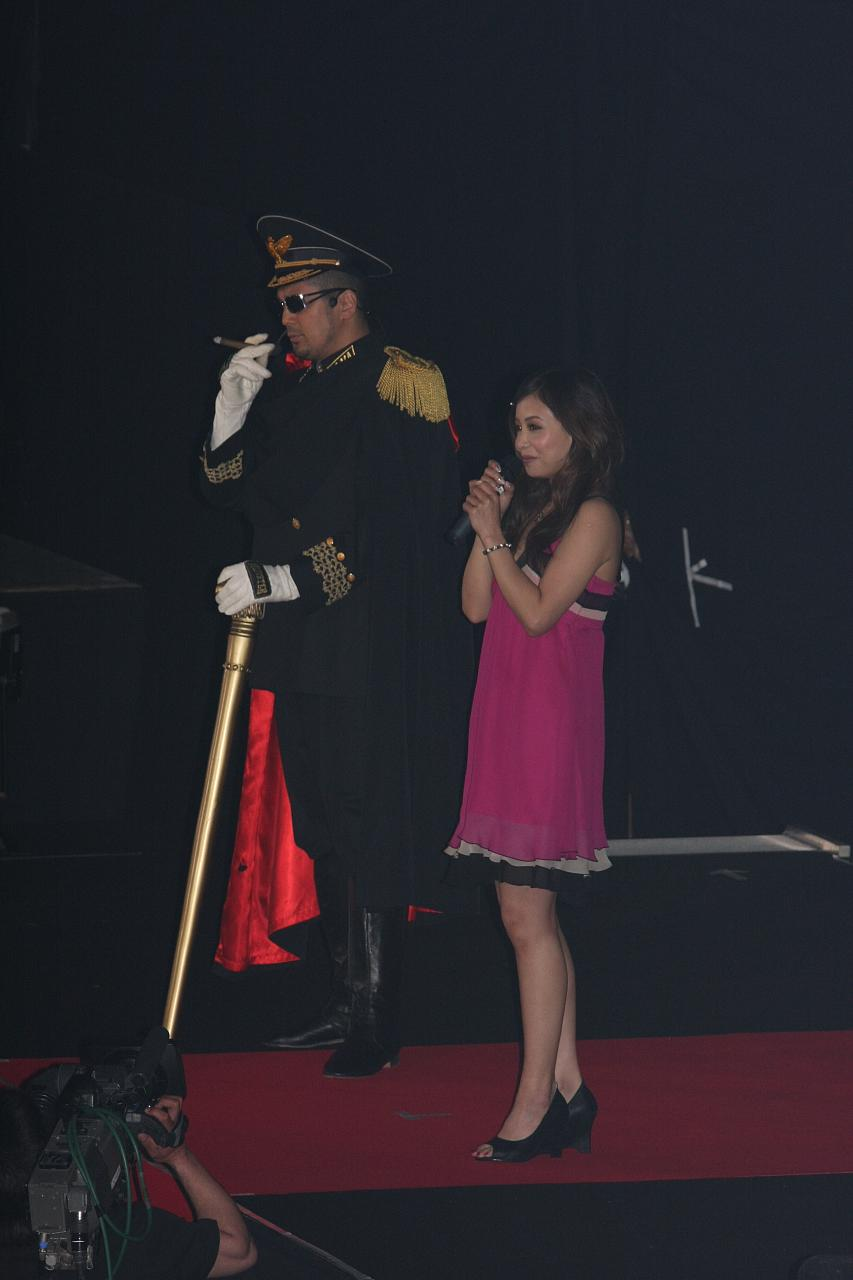
Takada.

### New Japan Pro Wrestling (1981-1984)
Takada s'entraine pour devenir catcheur au dojo de la New Japan Pro Wrestling et fait ses premiers combats dans cette fédération en 1981. En 1983, il part au Canada lutter à la Stampede Wrestling. De retour au Japon en 1984, il commence à être mis en valeur et quitte la New Japan quand Akira Maeda et d'autres catcheurs décident de fonder l'Universal Wrestling Federation.

### Universal Wrestling Federation (1984-1985)
Takada rejoint l'Universal Wrestling Federation (UWF) dès sa création en 1984. Il y a un combat notable face à Kazuo Yamazaki (en) le 5 décembre qu'il perd mais qui préfigure ce que va devenir les arts martiaux mixtes dans les années 1990. Le Wrestling Observer Newsletter décerne à ce match la note de cinq étoiles. L'UWF ferme ses portes en 1985 à cause de problèmes en coulisses notamment.

### Retour à la New Japan Pro Wrestling (1985-1988)
Takada retourne à la New Japan Pro Wrestling après la fermeture de l'Universal Wrestling Federation.

## Carrière de pratiquant d'arts martiaux mixtes
Après la fermeture de l'Union of Wrestling Forces International (en), Takada décide de s'essayer aux arts martiaux mixtes à la Pride Fighting Championships.

## Palmarès

### En arts martiaux mixtes
| 10 combats     | 2 victoires | 6 défaites |
| Par KO         | 0           | 1          |
| Par soumission | 2           | 4          |
| Sur décision   | 0           | 1          |
| Égalités       | 2           | 2          |

| Résultat | Record | Adversaire       | Méthode                     | Événement                                       | Date             | Round | Temps | Lieu     | Notes |
| -------- | ------ | ---------------- | --------------------------- | ----------------------------------------------- | ---------------- | ----- | ----- | -------- | ----- |
| Défaite  | 2-6-2  | Kiyoshi Tamura   | KO (coups de poing)         | Pride 23 - Championship Chaos 2                 | 24 novembre 2002 | 2     | 1:00  | Tokyo    |       |
| Égalité  | 2-5-2  | Mike Bernardo    | Égalité                     | Inoki Bom-Ba-Ye 2001 - K-1 vs. Inoki            | 31 décembre 2001 | 3     | 3:00  | Saitama  |       |
| Égalité  | 2-5-1  | Mirko Filipović  | Égalité                     | Pride 17 - Championship Chaos                   | 3 novembre 2001  | 5     | 3:00  | Tokyo    |       |
| Défaite  | 2-5    | Igor Vovchanchyn | Soumission (coups de poing) | Pride 11 Battle of the Rising Sun               | 31 octobre 2000  | 2     | 3:17  | Osaka    |       |
| Défaite  | 2-4    | Royce Gracie     | Décision unanime            | Pride FC - Pride Grand Prix 2000: Opening Round | 30 janvier 2000  | 1     | 15:00 | Tokyo    |       |
| Défaite  | 2-3    | Mark Kerr        | Soumission (kimura)         | Pride FC - Pride 6                              | 4 juillet 1999   | 1     | 3:04  | Yokohama |       |
| Victoire | 2-2    | Mark Coleman     | Soumission (Heel hook (en)) | Pride FC - Pride 5                              | 29 avril 1999    | 2     | 1:44  | Nagoya   |       |
| Défaite  | 1-2    | Rickson Gracie   | Soumission (clé de bras)    | Pride FC - Pride 4                              | 11 octobre 1998  | 1     | 9:30  | Tokyo    |       |
| Victoire | 1-1    | Kyle Sturgeon    | Soumission (Heel hook (en)) | Pride FC - Pride 3                              | 24 juin 1998     | 1     | 2:18  | Tokyo    |       |
| Défaite  | 0-1    | Rickson Gracie   | Soumission (clé de bras)    | Pride FC - Pride 1                              | 11 octobre 1997  | 1     | 4:47  | Tokyo    |       |

### En catch
- New Japan Pro Wrestling
  - 1 fois champion poids lourds-légers International Wrestling Grand Prix (IWGP)[a],[8]
  - 1 fois champion par équipes IWGP avec Akira Maeda[9]
  - 1 fois champion poids lourd IWGP[10]
- Union of Wrestling Forces International (en)
  - 2 fois champion du monde poids lourd de catch[11]
- Wrestle Association-R (WAR)
  - 1 fois champion du monde par équipes de trois de la WAR avec Masahito Kakihara et Yuhi Sano[12]

## Récompenses des magazines
- Pro Wrestling Illustrated

| Année | 1994 | 1995 | 1996 | 1997 | 1998 |
| ----- | ---- | ---- | ---- | ---- | ---- |
| Rang  | 106  | 27   | 36   | 43   | 178  |

- Tokyo Sports
  - Prix de la meilleure progression de l'année 1983 ex æquo avec Masanobu Fuchi[14]
  - Prix de la meilleure équipe 1986 avec Shiro Koshinaka[14]
  - Most Valuable Player de l'année 1992[15]
  - Match de l'année 1996 face à Genichiro Tenryu le 11 septembre[15]

- Wrestling Observer Newsletter
  - Meilleur catcheur technique de l'année 1987[16]
  - Membre du Wrestling Observer Hall of Fame (promotion 1996)[17]

| # | Résultat | Adversaire                    | Évènement            | Date            | Durée | Lieu                 | Notes |
| - | -------- | ----------------------------- | -------------------- | --------------- | ----- | -------------------- | --- |
| 2 | Défaite  | Keiji Mutō et Shiro Koshinaka | Spring Flare Up 1987 | 20 mars 1987    | 17:04 | Korakuen Hall, Tokyo | Takada fait équipe avec Akira Maeda. C'est un match pour le championnat par équipes IWGP qui est vacant. |
| 1 | Défaite  | Kazuo Yamazaki (en)           | UWF Year-End Special | 5 décembre 1984 | 23:57 | Korakuen Hall, Tokyo | |